# 韓迪爾
韓迪爾（Handir），是英國作家約翰·羅納德·瑞爾·托爾金（J.R.R. Tolkien）的史詩式奇幻小說《精靈寶鑽》的虛構人物。
他是哈拉丁族（Haladin）第六任領袖，任內攻擊了入侵領地的半獸人（Orcs），戰敗被殺。

## 名字
韓迪爾（Handir）一名應該是哈拉丁族本身的語言，但也能套用於辛達語中，意思為「聰明的人」Intelligent man。

## 總覽
韓迪爾是伊甸人（Edain），屬於哈拉丁族。他是哈拉丁族首領哈迪爾（Haldir）與哈多族的葛羅瑞希爾（Glóredhel）之獨子。他的妻子是比歐族的貝迪絲（Beldis），生下獨子布蘭迪爾（Brandir）。
他是哈拉丁族第六位首領。在韓迪爾任內，哈拉丁族居住的貝西爾（Brethil）森林一直受到敵人威脅，加上他們負責據守進入西貝爾蘭的戰略要地泰格林河渡口（Crossings of the Teiglin），令他們受到半獸人的強烈攻擊。

## 生平

### 早年
韓迪爾生於太陽紀441年，大概是在貝西爾出生。
472年，他的父親哈迪爾、叔父肯達爾（Hundar）及許多哈拉丁族戰士在尼南斯·阿農迪亞德戰役（Nirnaeth Arnoediad）中陣亡，韓迪爾繼承了首領之位。

### 哈拉丁族首領
485年左右，一隊半獸人開始打通前往泰格林河渡口的道路，韓迪爾無力阻攔敵人。大批難民逃離了位於泰格林河（Teiglin）南岸的家園，來到貝西爾避難。
495年春天，半獸人再度進攻泰格林河渡口，為攻打納國斯隆德（Nargothrond）作準備。韓迪爾領兵抵抗敵人，最終戰敗，渡口淪陷敵手。韓迪爾在戰鬥中陣亡，結束了23年的統治，由他的兒子布蘭迪爾繼位。

## 哈拉丁族首領家系
```
                       
哈達德

                           |
                      ----------
                      |         |
                  
哈達爾
       
哈麗絲

                      |
                  
哈丹

                      |                     
                  
哈米爾

                      |
                  ---------------------------------------------------
                  |             |             |                      |
  　
葛羅瑞希爾
 = 
哈迪爾
   　　  
肯達爾
     　　 
哈瑞絲
 = 
高多
     　　　 
希瑞爾

             　     |             |
         　     
韓迪爾
          
肯達德

           　       |             |
               
布蘭迪爾
         
哈丁
```

粗體代表哈拉丁族的首領。

## 資料來源
1. 1 2 3 4 5  《中土世界的歷史》 Vol.11《珠寶之戰》 "The Grey Annals"
2. ↑  Thain's Book: Handir 的存檔，存档日期2011-12-08.
3. ↑  《精靈寶鑽》 2002年 聯經初版翻譯 索引393
4. ↑  《中土世界的歷史》 Vol.11《珠寶之戰》 "The Later Quenta Silmarillion"
5. ↑  《精靈寶鑽》 2002年 初版聯經版翻譯 P.311：「半獸人便侵入了貝西爾森林，韓迪爾率領百姓和他們打起來，韓迪爾遭到殺害，百姓吃了敗仗...」